# Universidad Tecnológica de Mongolia Interior
La Universidad Tecnológica de Mongolia Interior (en chino: 内蒙古工业大学) es una universidad ubicada en la parte norte de Hohhot, Mongolia Interior, bajo la autoridad del gobierno de la región. Fue fundada en 1951 y se le conoció originalmente como la Escuela Técnica Superior Suiyuan (绥远省高级工业学校) y después de 1958, como el Instituto Politécnico de Mongolia Interior (内蒙古工学院) antes de cambiar a su nombre al actual en 1993.
La universidad cuenta con más de 16.000 estudiantes matriculados. La universidad es sobre todo una escuela de ingeniería , aunque se ha ampliado a otros campos como la Economía y Derecho. Hay 19 disciplinas en las que los estudiantes pueden adquirir una maestría y 36 disciplinas para estudios de pregrado.